# Richard Cassirer
Richard Cassirer (Breslavia, 23 aprile 1868 – Berlino, 20 agosto 1925) è stato un neurologo tedesco, compì importanti studi sulla anatomia del sistema nervoso centrale.
Nato a Breslavia, suo padre, Louis Cassirer, era un piccolo industriale locale proprietario di uno stabilimento tessile e di una distilleria di famiglia di cui continuò la tradizione.
Dopo aver studiato a Friburgo in Brisgovia, Cassirer ottenne il dottorato nel 1891 diventando assistente dello psichiatra Carl Wernicke presso la sua clinica privata a Breslavia dove rimase fino al 1893. A partire dal 1893 si trasferì a Vienna dove perseguì il perfezionamento della propria professione sotto l'egida di Richard von Krafft-Ebing e di Heinrich Obersteiner. Nel 1895 divenne assistente al Berliner Poliklinik für Nervenkranke del celebre neurologo professor Hermann Oppenheim, guadagnando successivamente la cattedra di neurologia presso l'Università di Berlino.
In qualità di neurologo clinico, i meriti scientifici di Cassirer riguardano i suoi studi sulla sclerosi multipla, l'encefalite e la poliomielite. Tra le sue pubblicazioni troviamo Lehrbuch der Nervenkrankheiten für Ärzte und Studierende scritto a quattro mani con lo stesso Oppenheim, del quale curò una edizione critica durante l'ultimo periodo della sua carriera scientifica.
Al suo nome è legata la sindrome di Crocq-Cassirer, altrimenti nota come sindrome di Curtius-Krüger o Sindrome di Cassirer
Nel 1921 Cassirer fu chiamato a deporre in qualità di perito e consulente scientifico per definire l'insanità mentale di Soghomon Tehlirian, un sopravvissuto al genocidio armeno accusato di aver assassinato presso il quartiere berlinese di Charlottenburg quello che considerava uno dei responsabili dell'eccidio del suo popolo, il vizir Mehmed Talat, assassinato il 15 marzo 1921 durante l'Operazione Nemesis. In questo caso Cassirer affermò che l'imputato non era perfettamente consapevole dell'atto compiuto in quanto il suo stato mentale era fortemente condizionato dallo shock subito per il massacro dei suoi familiari.

## Pubblicazioni
- Die vasomotorisch-trophischen Neurosen. Berlino, 1901; 2ª edizione, 1912
- Die multiple Sklerose. Lipsia, 1905.
- Die Beschäftigungsneurosen, Lipsia, 1906
- Krankheiten des Rückenmarks und der peripherischen Nerven. Lipsia, 1921.
- Vasomotorisch-trophische Erkrankungen. Berlino, 1929.